# Donat Golaz
Donat Golaz, né le 7 juillet 1852 à Buttes et mort le 14 juillet 1900  à Orbe, originaire de L'Abbaye, est un homme politique suisse membre du parti radical-démocratique.

## Biographie
Donat Golaz étudie à l'Académie de Lausanne, actuellement Université de Lausanne puis exerce comme notaire de 1877 à 1885 et de 1893 à 1900. Il exerce aussi comme officier d'état civil de 1878 jusqu'à 1885 dans la commune d'Orbe.
Durant les années 1882 à 1885, ainsi que de 1893 à 1900 il est Député au Grand Conseil du canton de Vaud, dont il assure la présidence en 1895. En 1883 il est élu Conseiller national à Berne, où il siège jusqu'en 1885. De 1885 à 1893, il est Conseiller d'Etat vaudois où il dirige le département militaire. De 1894 à 1900, il est sénateur au Conseil des États.
Il a joué un rôle important dans la création et le développement des réseaux de chemin de fer dans sa région en siégeant notamment aux conseils d'administration de la société anonyme des usines de l'Orbe qui exploite alors le chemin de fer Orbe – Chavornay ainsi qu'au chemin de fer Jura-Simplon. Il a aussi été membre de l'association des Helvètes.